# Megan Park
Megan Marie Park (Lindsay, 24 juli 1986) is een Canadees actrice, zangeres, filmregisseur en scenarioschrijver. Zij speelt onder meer in de films Charlie Bartlett en She's Too Young. Sinds juli 2008 speelt ze in de Amerikaanse televisieserie The Secret Life of the American Teenager als Grace Bowman, die in totale tegenstelling tot Parks personage in She's Too Young seks uiterst conservatief benadert.
Park maakte haar acteerdebuut in de Canadese kinderserie Ace Lightning (2002-2004), een combinatie van zowel echte acteurs als animatiepersonages. Na rollen in enkele televisiefilms was ze in 2004 voor het eerst op het witte doek te zien in het romantische drama Some Things That Stay, van Canadees-Britse makelij.
Naast haar filmrollen en personage in The Secret Life, speelde Park eenmalige gastrollen in onder meer Angela's Eyes en Life with Derek.

## Filmografie

### Als actrice
*Exclusief televisiefilms, tenzij aangegeven
- Room (2015)
- What If (2013)
- So Undercover (2012)
- Guns, Girls and Gambling (2012)
- A Cinderella Story: Once Upon A Song (2011)
- Diary of the Dead (2007)
- Charlie Bartlett (2007)
- Kaw (2007)
- Some Things That Stay (2004)
- She's Too Young (2004, televisiefilm)

### Als regisseur/scenarioschrijver
- My Old Ass (2024, regie en scenario)
- The Fallout (2021, regie en scenario)
- A Beautiful Future: Goodnight (2018, korte film, regie en scenario)
- Lucy in My Eyes (2017, korte film, regie en scenario)

## Trivia
- Park speelde in She's Too Young een veertienjarig meisje, terwijl ze in werkelijkheid achttien was.

- Bibliothèque nationale de France: cb16585209c (data)
- Gemeinsame Normdatei: 1025267079
- International Standard Name Identifier: 0000 0000 9367 5621
- Library of Congress Control Number: no2010159818
- Nationale Bibliotheek van Israël: 987007966271105171
- Système universitaire de documentation: 230477240
- Virtual International Authority File: 137631988
- WorldCat: E39PBJbRgjKvHF97ckGdj4XyBP